# أوقاف جامعة الملك سعود

شعار أوقاف جامعة الملك سعود

أوقاف جامعة الملك سعود هو برنامج أنشأته جامعة الملك سعود، يهدف هذا البرنامج لبناء نموذج وقف تعليمي يعزز من دور الجامعة في تطوير الأرضية العلمية والثقافية المناسبة، ولتحقيق الاستقرار المالي لثابت في الصرف على الأبحاث، وتركز الجامعة في صرف عوائد الأوقاف على دعم الأنشطة التي تؤدي إلى تحسين مستوى الجامعة في التصنيفات العالمية وتعزيز جهود البحث والتطوير والتعليم، ودعم المستشفيات الجامعية والأبحاث الصحية لعلاج الأمراض المزمنة وإجراء الأبحاث المفيدة للبشرية، وتفعيل العلاقة بين الجامعة والمجتمع.

## أهداف الأوقاف
يهدف مشروع الوقف إلى تعزيز الموارد المالية الذاتية لجامعة الملك سعود، والمساهمة في الأنشطة التي تعمل على نقل الجامعة للعالمية، ودعم أنشطة البحث والتطوير والتعليم، ودعم العلاقة بين الجامعة والمجتمع والتي تتمثل في:
- تعزيز موارد الجامعة الذاتية أسوة بالجامعات العالمية لتحفيز الإبداع والتميز على كافة الأصعدة.
- تمويل برامج البحث والتطوير التقني بما يخدم البشرية ويعزز اقتصاديات المعرفة لتحقيق التنمية المستدامة للوطن.
- استقطاب وتحفيز الباحثين والمبدعين والموهوبين والمتميزين ورعايتهم.
- زيادة الاستفادة من موارد الجامعة البشرية والبنية التحتية والتجهيزات.
- دعم المستشفيات الجامعية في علاج الأمراض المزمنة.
- تمويل معامل جامعة الملك سعود الخارجية في مراكز متقدمة للاستفادة من الخبرات العالمية.
- تعزيز أعمال الخير والتكافل الاجتماعي وأعمال البر الأخرى.

## التأسيس
مر تأسيس أوقاف جامعة الملك سعود بعدة مراحل، انطلقت من نظام التعليم العالي والصلاحية المخولة لمجلس جامعة الملك سعود بموجب المادة رقم (54/ب) من نظام التعليم العالي الصادر بالمرسوم رقم (م/8) وتاريخ الرابع من شهر جمادى الآخر من عام 1414 هـ فيما يتصل بقبول الأوقاف والتصرف فيها، ثم أتى قرار مجلس الجامعة في جمادى الأولى من عام 1428 هـ حيث وافق مجلس جامعة الملك سعود في جلسته السابعة للعام الجامعي 1427 هـ / 1428 هـ على إنشاء برنامج اوقاف الجامعة، وفي شهر صفر من عام 1429 هـ صدر قرار مدير جامعة الملك سعود القاضي بإنشاء الأمانة العامة لأوقاف جامعة الملك سعود وتعيين الامين العام لأوقاف الجامعة، وفي شهر جمادى الآخر من عام 1430 هـ صدر قرار مدير الجامعة بتشكيل اللجنة التاسيسية لأوقاف الجامعة، وفي شهر رجب من عام 1430 هـ وافق مجلس جامعة الملك سعود في جلستة التاسعة للعام الجامعي 1429 هـ / 1430 هـ على تفويض اللجنة التأسيسية لأوقاف الجامعة برئاسة معالي مدير الجامعة صلاحيات مجلس الجامعة فيما يخص الأوقاف وتمثيل أوقاف الجامعة أمام الغير.

## الأوقاف
يحتوي برنامج أوقاف جامعة الملك سعود على أحد عشر برج، تتوزع بين أبراج عقارية وعلمية وصحية وتجارية، جزء منها تبرع بها صندوق الجامعة، والجزء الأكبر تبرع بها وتكفل ببنائها مجموعة من رجال الأعمال والشخصيات الاعتبارية في البلد، المشاريع هي عبارة عن أبراج الجامعة التي تقع في أرض المدينة الجامعية على تقاطع طريق الملك عبد الله مع طريق الملك خالد، ويتكون المشروع من إحدى عشر برجا بعضها لخدمات الضيافة والفندقة مرتبط بمجموعة فندقية عالمية وأبراج مكتبية وطبية وخدمات للمؤتمرات والاجتماعات والاحتفالات إضافة إلى الخدمات التجارية والأسواق، وبلغ مجموع تكلفة إنشاء الأبراج 4.9 مليار ريال سعودي (1.3 مليار دولار) وهي كالتالي:
- منارة الملك عبد الله للمعرفة : تتوسط المنارة عناصر مشروع أبراج الجامعة، وهي علامة مميزة على تقاطع طريق الملك عبد الله وطريق الملك خالد، وواجهة وبوابة حضارية لمدينة الرياض من الجهة الشمالية الغربية، حيث يبلغ ارتفاع البرج 49 دور، وبمساحة قدرها 128.602 متر مربع، كما أن منصة البرج هي مركز الملك عبد الله للمؤتمرات بمساحة قدرها 254.155 متر مربع، والتي تحتوي على قاعة محاضرات رئيسية تسع حوالي 2.500 شخص، بالإضافة إلى العديد من قاعات الاجتماعات متفاوتة المساحات، ويقع أسفله مركز تجاري وترفيهي، ويحيط مركز المؤتمرات بالبرج الرئيسي الذي يتوسط عناصر المشروع ويحتوي على فندق سبعة نجوم وأدوار مكتبية.
- برج الفندق الخمسة نجوم: وهو البرج الأول من الجهة الشمالية لمنارة الملك عبد الله للمعرفة ضمن مجموعة الأبراج الواقعة على طريق الملك خالد، تبلع المساحة المبنية للبرج 56,417 متر مربع، منها 10,337 متر مربع مخصصة لمواقف السيارات، وحوالي 36,887 متر مربع مساحات مخصصة للاستخدامات والخدمات الفندقية، يحتوي الفندق على 241 وحدة فندقية، الأدوار المتكررة عشرة أدوار.
- برج مصرف الراجحي الطبي : هو أول برج من الجهة الشمالية لمجموعة الأبراج الواقعة على طريق الملك خالد مجاور لمدخل الجامعة الغربي وبالقرب من المجمع الطبي للجامعة، يقدم البرج خدمات صحية عالية الجودة يشتمل على عدد من العيادات الخارجية وخدماتها المساندة بالإضافة إلى مراكز طبية متخصصة، وتبلغ إجمالي المساحة المبنية للبرج 40 ألف متر مربع، منها 20 ألف متر مربع مساحات مخصصة للاستخدامات الطبية موزعة على سبعة أدوار متكررة بالإضافة إلى منصة المبنى المحتوية على المداخل والمراكز الطبية المتخصصة، ويتوافر عدد 276 موقف للسيارات بدور القبو والمواقف السطحية.
- برج الشيخ صالح كامل : يقع البرج في الجهة الشرقية لمنارة الملك عبد الله للمعرفة، وتبلغ إجمالي المساحة المبنية للبرج 25.279 متر مربع، منها 7.673 متر مربع مخصصة للأجنحة الفندقية موزعة في الأدوار المتكررة كل دور يشتمل على مجموعة من الاجنحة بأحجام مختلفة.
- برج الأجنحة الفندقية : يقع في الجهة الشرقية لمنارة الملك عبد الله للمعرفة، وتبلغ إجمالي المساحة المبنية للبرج 33.283 متر مربع، منها 11.015 متر مربع مخصصة للأجنحة الفندقية موزعة في الأدوار المتكررة كل دور يشتمل على مجموعة من الأجنحة بأحجام مختلفة. تم تأجيره ليكون مقرًا لفندق الهليتون.[4]
- برج المعلم محمد بن لادن المكتبي : يقع في الجهة الشرقية لمجموعة الأبراج الواقعة على طريق الملك عبد الله، ويتميز بموقعه المجاور لمدخل الجامعة الجنوبي مدخل الكتاب، تبلغ إجمالي المساحة المبنية للبرج 65.248 متر مربع، منها 22.469 متر مربع مخصصة كمساحات مكتبية موزعة في سبعة أدوار متكررة كل دور يشتمل على فراغات مكتبية متنوعة المساحات، ويبلغ العدد الإجمالي لمواقف السيارات المخصصة لهذا البرج 582 موقف. تم تأجير البرج لوزارة الخارجية ليكون مقرًا لعدد من إداراتها.[4]

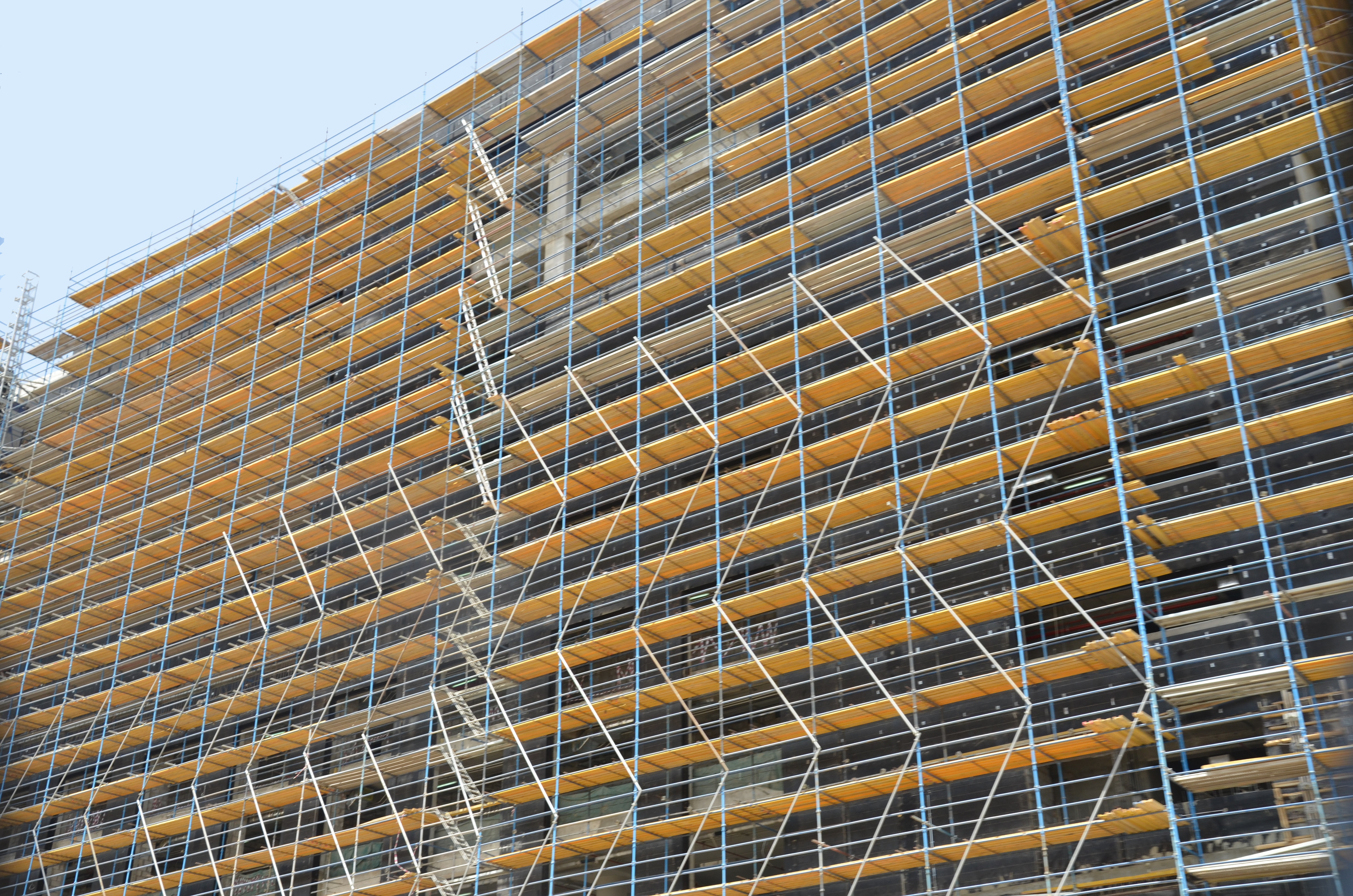
أحد الأبراج قيد الإنشاء

- برج الأمير سلطان بن عبد العزيز للأبحاث الصحية وطب الطوارئ : يقع في الجهة الشرقية لمجموعة الأبراج الواقعة على طريق الملك عبد الله، ويتميز بقربه من مدخل الجامعة الجنوبي مدخل الكتاب، وتبلغ إجمالي المساحة المبنية للبرج 34.882 متر مربع، منها 12.562 متر مربع مخصصة كمساحات تأجيرية موزعة في تسعة أدوار متكررة كل دور يشتمل على فراغات متنوعة المساحات، ويبلغ العدد الإجمالي لمواقف السيارات المخصصة لهذا البرج 200 موقف.
- برج الدكتور ناصر الرشيد : يقع في الجهة الشرقية لمجموعة الأبراج الواقعة على طريق الملك عبد الله، ويتميز بقربه من مدخل الجامعة الجنوبي مدخل الكتاب، تبلغ إجمالي المساحة المبنية للبرج 24.456 متر مربع، منها 10.044 متر مربع مخصصة كمساحات تأجيرية موزعة في سبعة ادوار متكررة كل دور يشتمل على فراغات متنوعة المساحات، ويبلغ العدد الإجمالي لمواقف السيارات المخصصة لهذا البرج 150 موقف.
- برج الشيخ محمد حسين العامودي : هو البرج الثاني من الجهة الشمالية لمجموعة الأبراج الواقعة على طريق الملك خالد، ويتميز بموقعه المتوسط بين البرج الطبي والبرج الفندقي ذو الخمس نجوم، وتبلغ إجمالي المساحة المبنية للبرج 61,511 متر مربع، منها 22,732 متر مربع مخصصة كمساحات مكتبية موزعة في إثني عشر دور متكرر، كل دور مقسم إلى جناحين يشتمل كل منهما على فراغات مكتبية متنوعة المساحات، ويبلغ العدد الإجمالي لمواقف السيارات المخصصة لهذا البرج 511 موقف. تم تأجيره يكون مقراً للرئاسة ديوان المظالم ومجلس القضاء الإداري.[4]
- برج الشيخ عبد الرحمن بن عبد الله الهليل : يتميز البرج بموقعه المجاور لمدخل الجامعة الجنوبي مدخل الكتاب من الجهة الشرقية، تبلغ إجمالي المساحة المبنية للبرج في حدود 20 ألف متر مربع، منها فراغات مكتبية موزعة في ستة أدوار متكررة كل دور يشتمل على فراغات مكتبية متنوعة المساحات، ويبلغ العدد الإجمالي لمواقف السيارات المخصصة لهذا البرج 241 موقف.

وقامت جامعة الملك سعود في 21 مارس 2015 بتوقيع اتفاقية مع شركة زين السعودية للإتصالات، لتصميم وتنفيذ مشروع التغطية الداخلية لشبكة الهواتف الجوالة داخل مباني مشروع أوقاف الجامعة، وتوفير خدمات الجيل الثاني والثالث والرابع لمدة عشر سنوات. وفي 6 مايو 2015 وقعت شركة المياه الوطنية وأوقاف جامعة الملك سعود مذكرة تفاهم لتزويد مشروع أبراج الجامعة الوقفية بكميات من المياه المعالجة ثلاثياً تصل إلى 5.000 متر مكعب يوميًا، وذلك لاستخدامها في عمليات التبريد وري المسطحات الخضراء، لمدة 25 عام.

## أنظر أيضاً
- الهيئة العامة للأوقاف
- وقف إلكتروني
- وقف (إسلام)

## وصلات خارجية
- موقع أوقاف جامعة الملك سعود